# North Reading
North Reading é uma vila localizada no condado de Middlesex no estado estadounidense de Massachusetts. No Censo de 2010 tinha uma população de 14.892 habitantes e uma densidade populacional de 426,01 pessoas por km².

## Geografia
North Reading encontra-se localizado nas coordenadas 42° 34′ 42″ N, 71° 05′ 04″ O. Segundo o Departamento do Censo dos Estados Unidos, North Reading tem uma superfície total de 34.96 km², da qual 34.03 km² correspondem a terra firme e (2.65%) 0.92 km² é água.

## Demografia
Segundo o censo de 2010, tinha 14.892 pessoas residindo em North Reading. A densidade populacional era de 426,01 hab./km². Dos 14.892 habitantes, North Reading estava composto pelo 95.18% brancos, o 0.56% eram afroamericanos, o 0.15% eram amerindios, o 2.67% eram asiáticos, o 0% eram insulares do Pacífico, o 0.36% eram de outras raças e o 1.08% pertenciam a duas ou mais raças. Do total da população o 1.55% eram hispanos ou latinos de qualquer raça.